# 辉夜号 (航天器)
輝夜號又稱輝夜姬號、號，是日本發射的月球人造衛星，耗资2.7亿美元，日本宇宙航空研究開發機構人員表示此计划是繼美国《阿波罗计划》後規模最龐大的月球計划。輝夜姬號在当地时间2007年9月13日10时35分搭乘H2A-13火箭，从日本鹿儿岛县种子岛宇宙中心成功升空，开始了其为期一年的旅程。輝夜姬號已經歷過兩次延期發射，第一次是從2007年8月16日延期到9月13日，第二次是從9月13日再延期到14日（協調世界時）。

## 命名
「SELENE」一名是計劃名稱「Selenological and Engineering Explorer」的縮寫，發想於希臘神話中月亮女神的名字塞勒涅。此外，日本一般習慣會為成功發射上太空的衛星再取一個「正式名稱」，而該衛星的正式名稱則是，取自日本傳說《竹取物語》中的「輝夜姬」。
發射之後，這顆衛星便很少再使用開發時的「月亮女神號」的名稱，無論是ISAS(宇宙開發研究所)或是JAXA的宣傳資料與報告上，皆是將本衛星稱呼為「輝夜號」。
而兩個子衛星，“中继星”命名為“翁”，“甚长基线干涉测量星”就命名為“妪”。取自日本傳說《竹取物语》中的伐竹翁及其夫人，即是辉夜姬的养父和养母。

## 過程
以下時間以發射點時間為準：
2007年9月13日
- 輝夜姬號在鹿儿岛县种子岛宇宙中心升空

2007年10月3日
- 輝夜姬號進入橢圓形繞月軌道

2007年10月8日
- 輝夜姬號釋放第一個子衛星

2007年10月11日
- 輝夜姬號釋放第二個子衛星

2007年10月18日

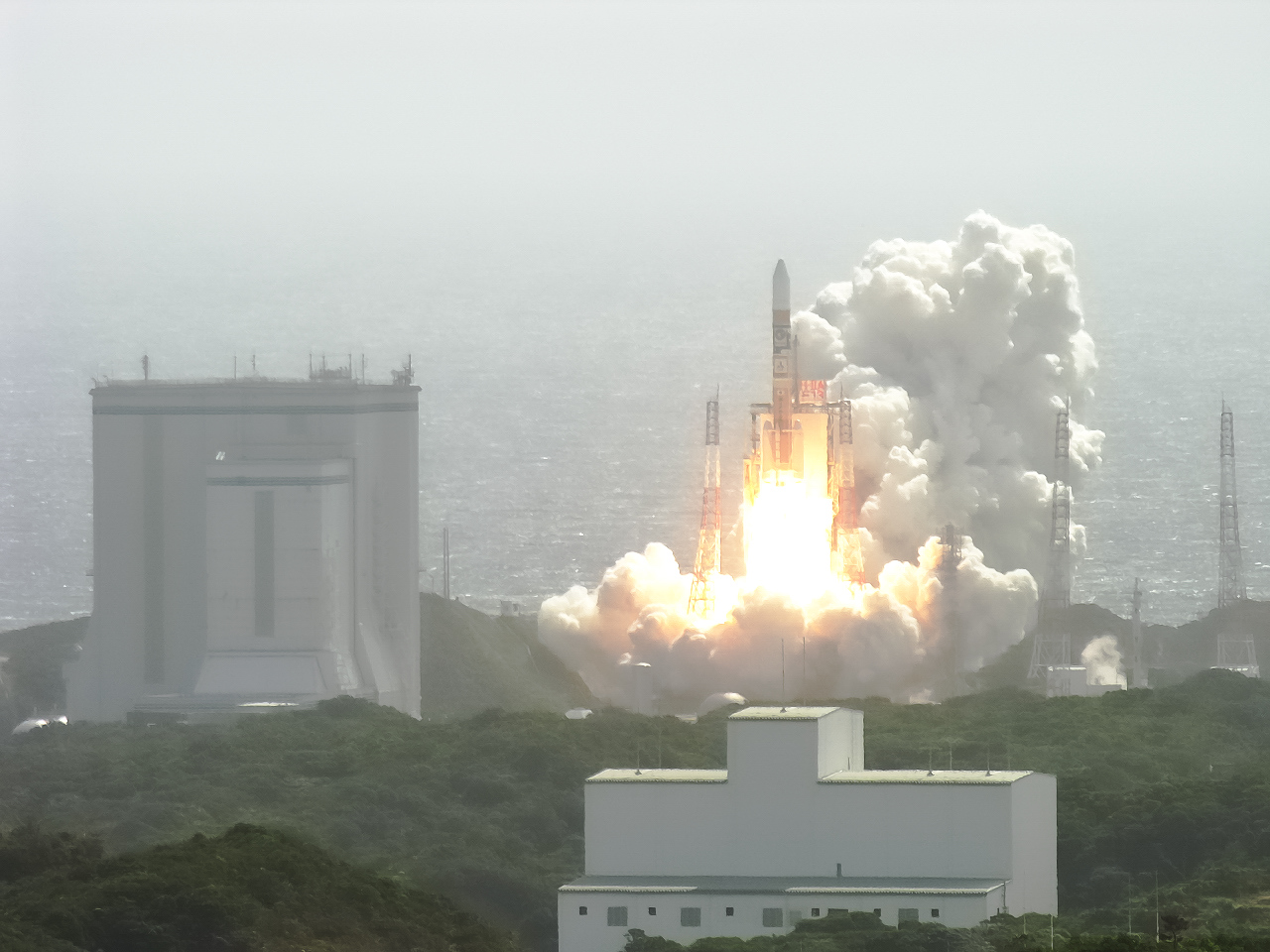
搭載了輝夜姬號的H2A-13火箭升空（相片由Narita Masahiro拍攝）

- 輝夜姬號用5天時間變軌，進入圓形繞月軌道，在月球上空100公里繞月

2007年11月7日
- 輝夜姬號傳回由高清晰度攝像機所拍攝的月球表面圖像，同日JAXA公開該照片[6]

2009年6月11日3時25分
- JAXA結束任務，讓輝夜姬號主体墜落於月南半球的優湖。

## 設計
輝夜姬號主要分為三部份：

### 主衛星
- 重量： 2914公斤[7]
- 體積： 2.1 x 2.1 x 4.8米
- 姿态控制系統： 三維平衡系統
- 最大動力： 3.5千瓦
- 任務時間： 1年
- 任務軌道：近圓形軌道
- 運行高度： 離月面100公里
- 軌道傾角： 90度

### 中继星（翁）
- 重量： 53公斤
- 體積： 1.0 x 1.0 x 0.65 米
- 高度控制系統： 假想軸平衡系統
- 動力： 70瓦
- 最初軌道：橢圓形軌道（100公里 x 2400公里）
- 軌道傾角： 90度

### 甚长基线干涉测量星（嫗）
- 重量： 53 公斤
- 體積： 1.0 x 1.0 x 0.65 米
- 高度控制系統： 假想軸平衡系統
- 動力： 70瓦
- 最初軌道：橢圓形軌道（100公里 x 800公里）
- 軌道傾角： 90度

## 主要任務
輝夜姬號在發射20天後會進入橢圓形繞月軌道，之後還釋出兩個子衛星，分別在月球正面和背面運行，用作通訊和採測重力。輝夜姬號主衛星則將會在35天後逐步進入圓形繞月軌道，飛越月球兩極，於月球上空100公里繞月運行一年，進行各種觀測，以闡明月球的起源和演化，並在未來使用它，有關研究結果會在2009年公佈。

## 儀器
輝夜姬號搭載了14台觀測設備，儀器的精確度是過往的10倍至100倍，主要用來探勘月球地形，元素分布和月球重力，並尋找岩漿海洋。科學家認為這些數據有助研究月球的形成過程。輝夜姬探月衛星發射時共攜帶14項觀測儀器，可分為調查月球表面物質的裝置，調查月球地形與地底構造的裝置，調查月球環境的裝置，調查月球重力分布的裝置，從月球調查地球的裝置及清晰拍攝月球與地球的裝置六大類，另有太陽能板及高增益天線等其他裝置： 

### 調查月球表面物質的裝置

#### X射線螢光分光計
調查月球表面元素分布狀況的裝置。由於月表受太陽照射吸收X射線，用X射線測定從月球物質釋出的X射線，可觀測構成元素的分布。 

#### 伽瑪射線分光計
調查月球表面元素分布的裝置。月球表面的物質吸收宇宙射線，會釋放同為放射線的伽瑪射線。經由此測定，可檢測出元素的存量。同時也可以尋找月球上的水。精確度為過去的十倍。 

#### 多波段影像儀
以可見光及近紅外線攝影的裝置。用於調查岩石的種類與分布，解析度為20公尺，所獲得的岩石分布資訊，精密度為過去的10倍。 

#### 譜形儀
從可見光至紅外線的頻寬，觀測衛星正下方500公尺的狹小範圍。利用將波長約500~2600奈米的區域分割成296個加以辨別的方式，連礦物的種類都能標定。

### 調查月球地形與地底構造的裝置

#### 地貌攝影機
利用向前與向後的兩個攝影機，拍攝月球表面的照片。解析度為10公尺。透過觀測，可取得月球表面的詳細立體地圖。 

#### 月球雷達測深器
利用5兆赫的電波，了解月球地底構造的裝置。運用4根長15公尺的天線，詳細觀測來自2~5公里深處的反射電波，探索地層的構造等。原理類似魚群探測機。 

#### 雷射高度儀
朝向衛星正下方發射雷射光，精密測定光線反射的時間。根據測定的時間計算衛星與月面間的正確距離。調查月球的標高後，製作精密的地形圖，觀測期間將測定3000多萬個地點。 

### 調查月球環境的裝置

#### 月球磁場觀測裝置
輝夜姬號所用的磁力計可測量地球磁場10萬分之一的微弱磁場。為避免受衛星本身儀器所發出的磁場干擾，攜帶於長12公尺的天線桿端。 

#### 粒子射線偵測器
利用多部檢測器探查照射月球表面的宇宙射線。未來人類若在月球表面活動，會影響人類的宇宙射線之測定。同時在主衛星面向月球的一測裝設射線偵測器，可調查月球斷層活動的情形。 

#### 電漿觀測裝置
探查月球四周電漿的裝置。利用4部感應器觀測月球四周之離子及電子的能量與方向。同時也以反射電子觀測月球表面的磁場異常。 

#### VRAD衛星攜帶的電波源
VRAD衛星發射電波，用於表面重力的精密觀測與電離層觀測。重約50公斤，沿著距近月點100公里、遠月點800公里的橢圓軌道繞行。 

### 調查月球重力分布的裝置

#### 中繼衛星攜帶的中繼器
當輝夜姬號飛到月球背面，繼續進行觀測時所用。因可準確測定輝夜姬號的軌道，使月球重力的測定達到極高的準確度。重約50公斤，環繞近月點100公里、遠月點為2400公里的軌道飛行。 

#### VRAD衛星攜帶的電波源
VRAD衛星發射電波，用於表面重力的精密觀測與電離層觀測。重約50公斤，沿著距近月點100公里、遠月點800公里的橢圓軌道繞行。

### 從月球調查地球的裝置

#### 電漿影像儀
可觀測地球的極光等。利用環繞月球軌道飛行的機會，同時捕捉地球南北兩極的極光。 

### 清晰拍攝地球與地球的裝置

#### 高畫質攝影機
共有2台分別為廣角與遠攝的高畫質照相機。拍攝月球看地球升起的「地球現身」首部動畫。一分鐘動畫傳送到地球約需20分鐘。 

### 其它裝置

#### 太陽能板
約23平方公尺，等同於13塊塌塌米的大小。太陽能板的配置方式為單獨一片，非對稱式。 

#### 高增益天線
負責將觀測數據傳回地球或和子衛星的傳輸。

## 重力觀測的方式
測量月球重力的方式有兩種，一種是利用衛星的變動而測得，準確率較低；另一種則為相對VLBI，準確率高出前一方法之十倍。 

### 衛星變動法
測量月球背面重力的方法是由地球發射向中繼衛星的電波，測量中繼衛星的運動情況，同時中繼衛星也向主衛星（輝夜姬號）發射電波，測量主衛星的運動，然後由都卜勒計量度分析月球重力。正面則是直接由地球發射電波到主衛星上，在接收反射電波，即可知重力大小。 

### 相對VLBI法
由地面站接收來自衛星的和一個星體（或類星體，方向和位置關係已知且能量強的星體）的電波，得知時間和位置的差異，即可得這三點的三維位置關係。

## 成果
辉夜号地形相機拍攝的月球南極沙克爾頓坑內部的分析顯示，幾乎沒有裸露的水冰。調查月球背面莫斯科海發現其形成時間比過去估計結果早了5億多年。搭載的日本放送協会攝像機成功拍攝了「満地球の出」、「月面」，在2009年2月9日半影月食 (對月球來說為日食)發生時，首次拍攝到地球形成的倍里珠。子衛星「翁」成功觀測月球背面的重力異常，增加了大碰撞說的可信度。
辉夜号準確測量了月球兩極的日照量，確認月球兩極有永久的陰影區，此後NASA的月球坑观测和传感卫星確認月球存在水。其它發現還包括月球表面存在鈾礦、確認由阿波罗15号著陸產生的痕跡、確認月球表面下存在月球熔岩管，可以作為人類未來在月球居住區域的遮蔽物；任務結束後成功控制墜落，也為未來無人登月進行了技術驗證。

## 外部連結
- （页面存档备份，存于）－JAXA在Youtube上的頻道，有許多動畫公開。